# İkinci Əlicanlı
İkinci Əlicanlı è un comune dell'Azerbaigian situato nel distretto di Zərdab. Conta una popolazione di 372 abitanti.